# Kleine Kirchgasse (Weimar)

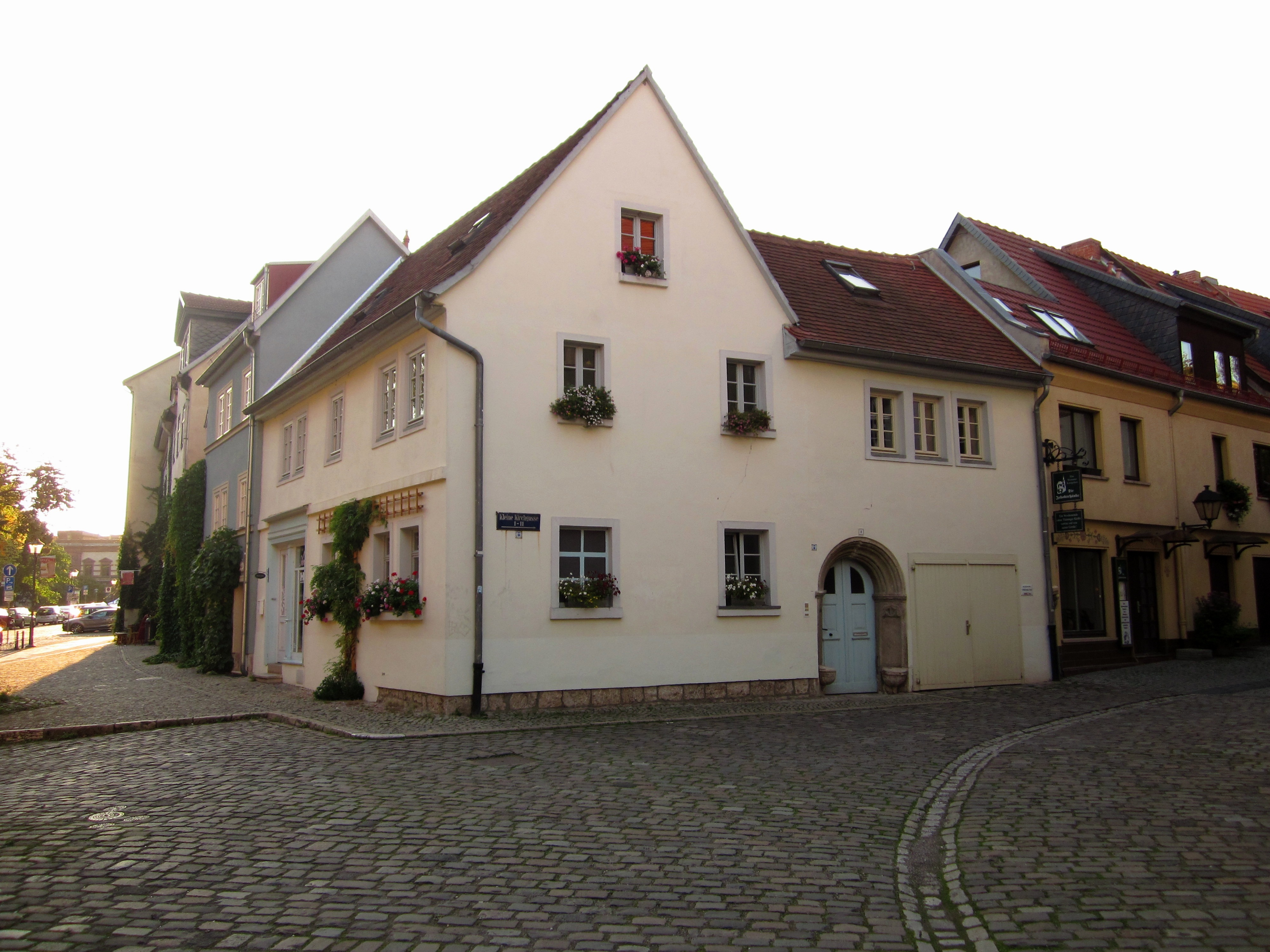
Kleine Kirchgasse 1

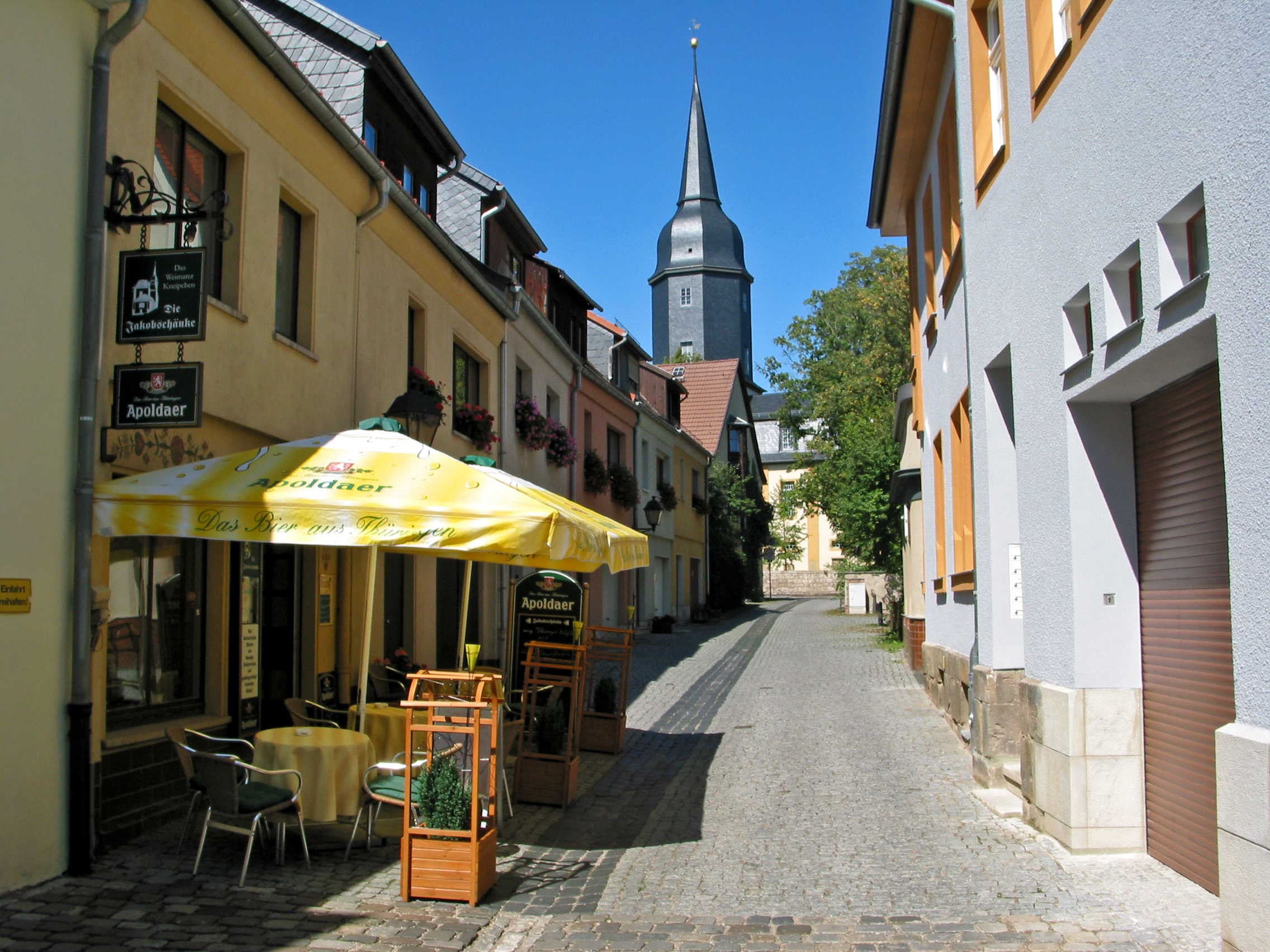
Kleine Kirchgasse

In der Jakobsvorstadt in Weimar gibt es die Kleine Kirchgasse.
Diese führt vom Graben in Richtung des Jacobsfriedhof Weimar, trifft auch auf diesen am Straßenzug Am Jakobskirchhof.
Ebenso wie die Mostgasse und die Große Kirchgasse und die Friedensgasse verdankt der Straßenzug seinen Namen Bürgerprotesten. Sie hieß nämlich einst Totengasse, weil die Bürger ihre Toten zum Jakobskirchhof gebracht hatten, der 1818 schloss. Die Gassen wurden aber erst 1858 in Große und Kleine Kirchgasse umbenannt. Das Gebäude Kleine Kirchgasse 1 besitzt ein bemerkenswertes Sitznischenportal aus der Renaissancezeit. Dieses steht auf der Liste der Kulturdenkmale in Weimar (Einzeldenkmale).
Die gesamte Kleine Kirchgasse steht auf der Liste der Kulturdenkmale in Weimar (Sachgesamtheiten und Ensembles).